# Huta Ginjang (Muara)
Huta Ginjang is een bestuurslaag in het regentschap Tapanuli Utara van de provincie Noord-Sumatra, Indonesië. Huta Ginjang telt 1450 inwoners (volkstelling 2010).